# Świat na krawędzi
Świat na krawędzi. Ze Stanisławem Lemem rozmawia Tomasz Fiałkowski – obszerny wywiad ze Stanisławem Lemem, który przeprowadził krytyk i publicysta Tomasz Fiałkowski, wydany po raz pierwszy przez Wydawnictwo Literackie w 2000 roku.
Tematyką poruszaną w rozmowach są m.in. wspomnienia biograficzne, początki twórczości literackiej, rozważania o kondycji kultury współczesnej, rozwój biotechnologii, problemy Polski i Polaków oraz przyszłość ludzkości na progu XXI wieku.

## Spis rozmów
- Rozmowa pierwsza. O pracowitym dzieciństwie, lwowskiej Arkadii i życiu poza czasem
- Rozmowa druga. O dwóch okupacjach, wojennej pamięci i rzeczywistości w rozpadzie
- Rozmowa trzecia. O pierwszych latach krakowskich, krętej drodze do literatury i przygodach z cenzurą
- Rozmowa czwarta. O zagranicznych podróżach, rosyjskich przygodach i olbrzymiej kuropatwie
- Rozmowa piąta. O przyczynach rozpadu Imperium, spotkaniu z kosmonautą i rosyjskiej dumie
- Rozmowa szósta. O złu w historii, głupocie i prywatyzacji zbrodni
- Rozmowa siódma. O religii, wierze, wiedzy i przywoływaniu imienia Pana Boga nadaremno
- Rozmowa ósma. O upadku sztuk wizualnych, błędnych drogach kultury i triumfie merkantylizmu
- Rozmowa dziewiąta. O pornografii, pruderii i niebezpieczeństwach detabuizacji
- Rozmowa dziesiąta. O minusach Internetu, tajemnicach ludzkiego mózgu i skrzyżowaniu technologii z biologią
- Rozmowa jedenasta. O naprawianiu człowieka i protezowaniu organów
- Rozmowa dwunasta. O prognozowaniu, proroctwach, perspektywach biotechnologii i patentowaniu embrionów
- Rozmowa trzynasta. O zaletach energetyki jądrowej
- Rozmowa czternasta. O nas, naszych wadach i naszych sąsiadach
- Rozmowa piętnasta. O bliższych i dalszych perspektywach
- Rozmowa szesnasta. O radosnych nonsensach i mniemanym końcu nauki